# Hässleholm
Hässleholm – miejscowość (tätort) w południowej Szwecji, w regionie administracyjnym (län) Skania. Siedziba władz (centralort) gminy Hässleholm. W latach 1914–1970 Hässleholm miał status miasta.
W 2010 Hässleholm liczył 18 500 mieszkańców. W mieście rozwinął się przemysł meblarski.

## Geografia
Hässleholm stanowi główny ośrodek obszaru Göinge w północno-wschodniej części prowincji historycznej (landskap) Skania, położony około 30 km na północny zachód od Kristianstad.

## Historia

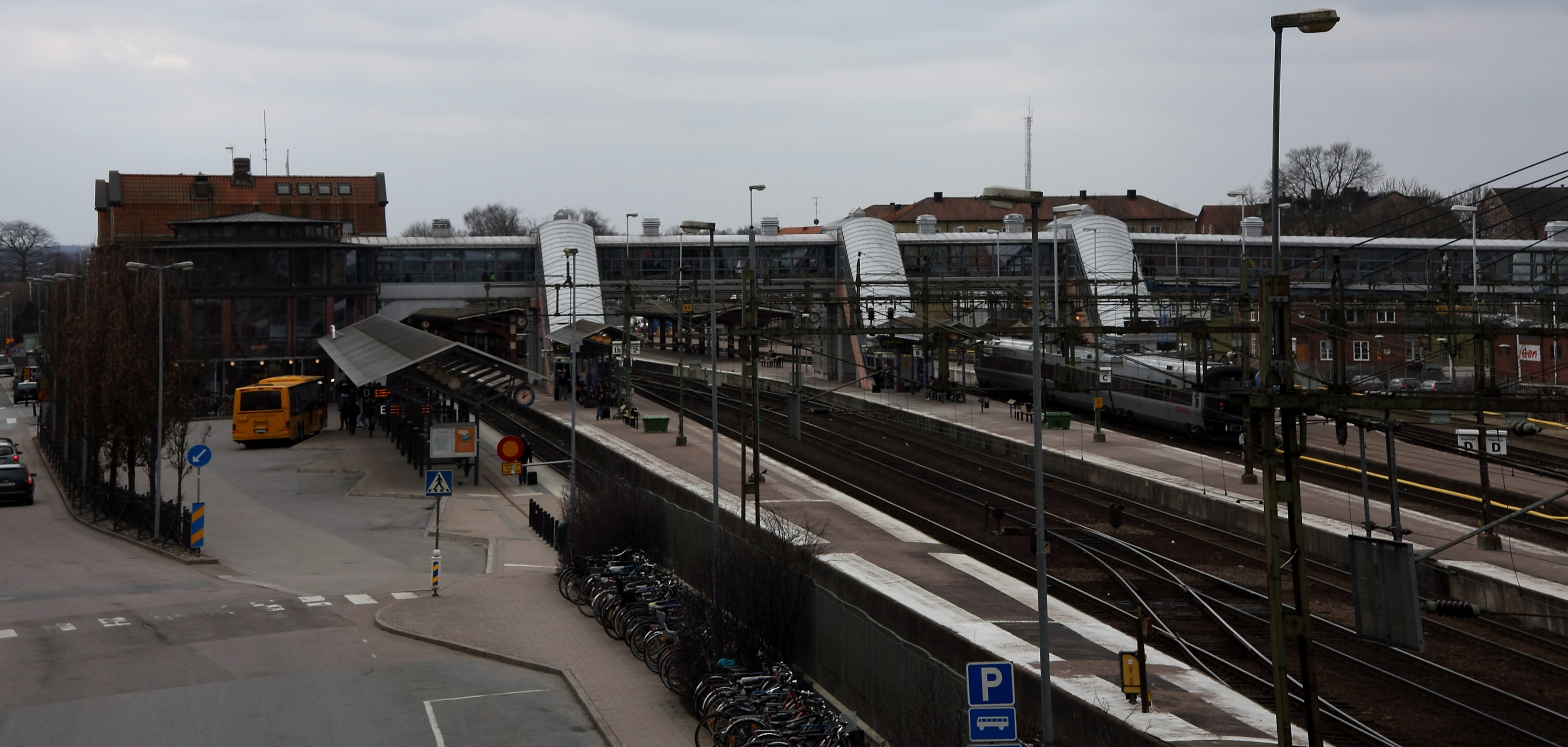
Dworzec kolejowy w Hässleholmie

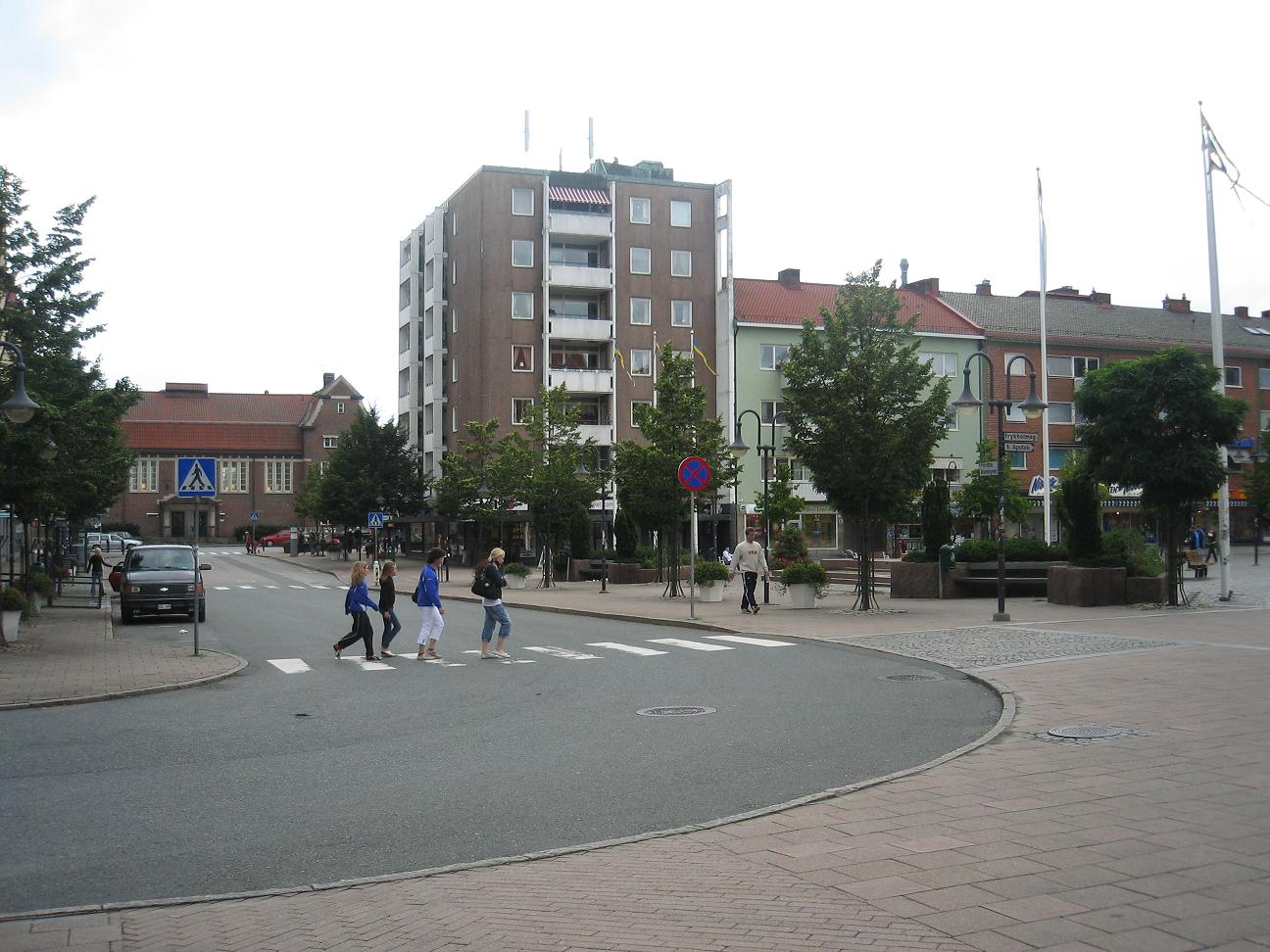
Stortorget

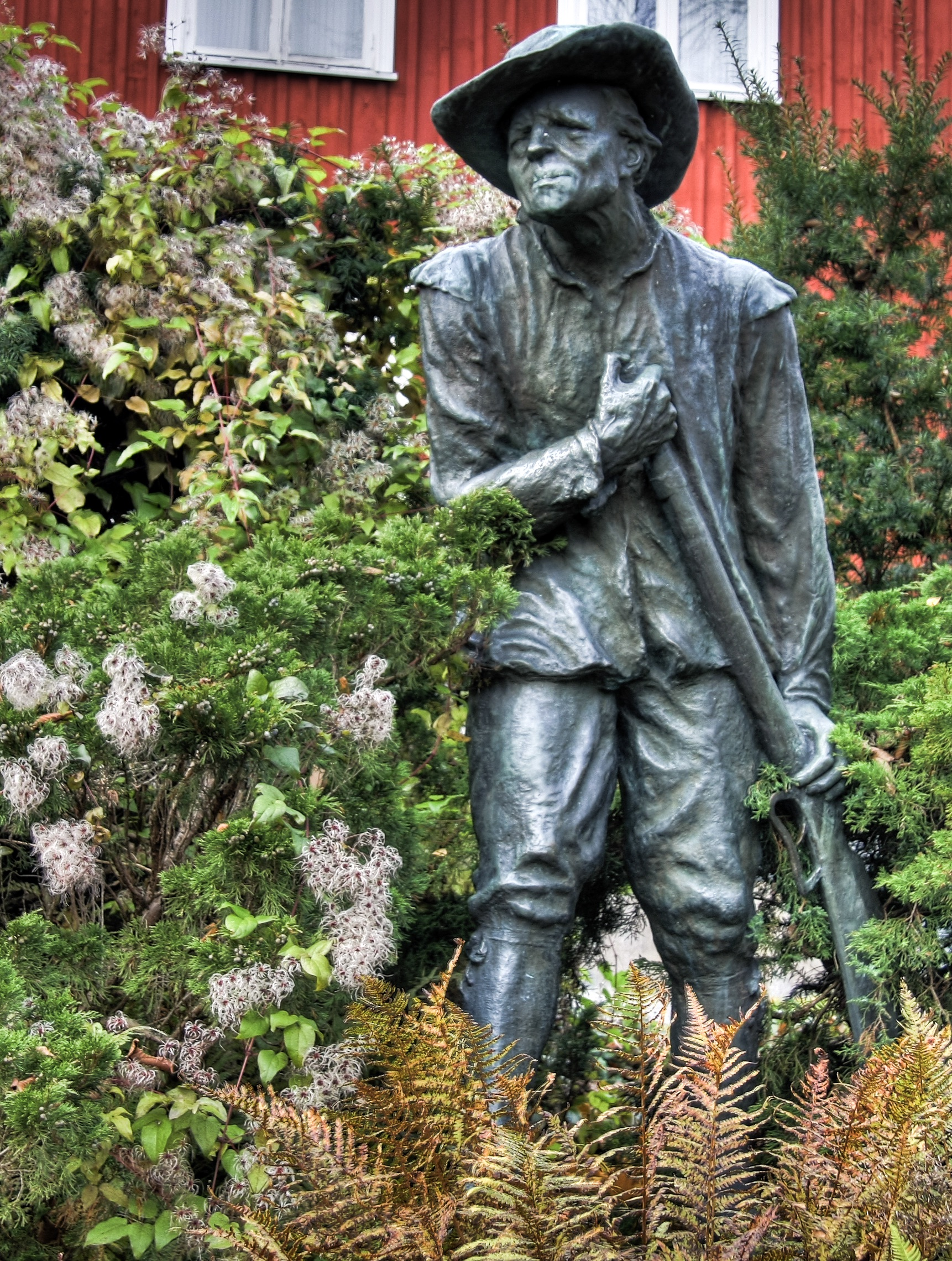
Posąg Snapphane

W 1860 otwarto przy linii kolejowej Malmö – Katrineholm (Södra stambanan) stację Häsleholm. Nazwę stacji dała położona około 1,5 km od obecnego centrum miasta w kierunku jeziora Finjasjön posiadłość Hässleholmsgården. W ciągu 2 poł. XIX w. zbudowano jeszcze połączenia kolejowe m.in. z Kritianstad (1865), Helsingborgiem (1875) oraz z Halmstad. Hässleholm (do 1906 Hessleholm) stał się ważnym węzłem kolejowym, ośrodkiem przemysłowym (m.in. założone w 1889 zakłady metalowe Hässleholms verkstäder) i miastem garnizonowym.
W 1888 Hässleholm uzyskał status municipalsamhälle, a w 1901 köping. W 1914 Häslleholm otrzymał prawa miejskie; było to wówczas jedno z mniejszych miast Szwecji. W 1971 r., w wyniku reformy administracyjnej, miasto Hässleholm (Hässleholms stad) weszło w skład nowo utworzonej gminy Hässleholm (Hässleholms kommun), która w obecnym kształcie istnieje od 1974.

### Garnizon Hässleholm
Do 2000 Hässleholm był miastem garnizonowym, m.in. stacjonowały tam w latach 1907–1994 jednostki zaopatrzeniowe (Skånska trängregementet (T 4)), w okresie 1947–2000 oddział wojsk pancernych (Skånska dragonregemente (P 2)) oraz w latach 1994–2000 pułk artylerii (Wendes artilleriregemente (A 3)).

## Komunikacja i transport
Hässleholm jest ważnym węzłem komunikacyjnym, przede wszystkim kolejowym (stacja Hässleholms centralstation).

### Drogi
W Hässleholmie krzyżują się drogi krajowe nr 21 (Riksväg 21; Kristianstad – Helsingborg), 23 (Riksväg 23; Malmö – Linköping) oraz 24 (Riksväg 24; Mellbystrand – Hässleholm).

## Koleje
Hässleholm położony jest na skrzyżowaniu linii kolejowych Malmö – Katrineholm – (Sztokholm) (Södra stambanan), Hässleholm – Eldsberga (- Halmstad) (Markarydsbanan) oraz Helsingborg – Kristianstad (Skånebanan), łączącej wschodnią i zachodnią część Skanii. Skånebanan obsługiwana jest przez Pågatågen oraz na odcinku Kristianstad – Hässleholm (– Malmö – Kopenhaga) przez Öresundståg.

## Atrakcje turystyczne
Na wschód od centrum położone jest lokalne muzeum na wolnym powietrzu (Hembygdsparken i Hässleholm), gdzie w 1934 odsłonięto posąg nazwany Snapphane. Nawiązuje on do historii obszaru Göinge, stanowiącego w XVII w. podczas wojen duńsko-szwedzkich centrum antyszwedzkich wystąpień snapphanar.

## Osoby związane z Hässleholmem
- Andreas Dahl, reprezentant Szwecji w piłce nożnej
- Jon Jönsson, piłkarz, reprezentant Szwecji w kadrze młodzieżowej (2002–2005)
- Robin Stjernberg, reprezentant Szwecji na Konkursie Piosenki Eurowizji 2013

## Miasta partnerskie
Miasta partnerskie gminy Hässleholm:
- Darłowo
- Eckernförde
- Nykøbing Sjælland